# Civilization II
Sid Meier's Civilization II, ofta förkortat Civ II, är ett datorspel i genren turordningsbaserat strategispel inom Civilization-serien, utvecklat och utgivet av Microprose. Det gavs ut den 29 februari 1996 och fick ett gott mottagande. Värt att notera är att spelet, trots namnet, inte designades av Sid Meier utan av Brian Reynolds.

## Gameplay
Civilization II är ett turordningsbaserat strategispel likt schack. Spelet liknar till stor del föregångaren. Spelaren är ledare för en civilisation som denne ska försöka guida genom historien från 4000 f.Kr. då spelet börjar. Som ledare över ett land får man bestämma vilket statsskick nationen ska ha, hur stor skatt nationen ska ha, hur mycket pengar nationen ska lägga på forskning, och hur mycket pengar som ska läggas på befolkningens lyx. Man får även bestämma vad civilisations städer skall producera, samt styra landets alla militära enheter. Det finns två sätt man kan vinna på: att antingen få världsherravälde genom att erövra samtliga motståndares städer eller vara först med att bygga en rymdfarkost och skicka den till en planet runt Alfa Centauri.

### Skillnader mellan Civilization I och II
Spelet är i mångt och mycket likt sin föregångare Civilization med några förändringar i militära enheter, civilisationer, nya underverk, teknologier och uppdaterad artificiell intelligens. Den huvudsakliga skillnaden gentemot föregångaren är grafiken och diplomatin. Grafiken ändrades till ett isometriskt perspektiv. Ett nytt system med eldkraft och skadepoäng infördes också, så att falanger inte kunde besegra ett slagskepp. Förutom det har även nya militära enheter och teknologier införts. En annan skillnad är att enheter kan bli delvis skadade, medan de i det första spelet antingen vann en strid eller förstördes. Detta påverkade taktiska överväganden.

## Civilisationer
Varje civilisation har två ledare, en kvinnlig och en manlig med namn från historiska personer. Samtliga civilisationer från föregångaren återvände tillsammans med sju nya civilisationer:
| Civilisation | Ledare (manlig)      | Ledare (kvinnlig)  | Huvudstad      |
| ------------ | -------------------- | ------------------ | -------------- |
| Amerikaner   | Abraham Lincoln      | Eleanor Roosevelt  | Washington     |
| Azteker      | Montezuma            | Nazca              | Tenochtitlan   |
| Babylonier   | Hammurabi            | Ishtar             | Babylon        |
| Karthager    | Hannibal             | Dido               | Karthago       |
| Kelter       | Cunobelin            | Boudicca           | Cardiff        |
| Kineser      | Mao Zedong           | Wu Zetian          | Peking         |
| Egyptier     | Ramses II            | Kleopatra VII      | Thebe          |
| Engelsmän    | Henrik VIII          | Elisabet I         | London         |
| Fransmän     | Ludvig XIV           | Jeanne d'Arc       | Paris          |
| Tyskar       | Fredrik I Barbarossa | Maria Teresia      | Berlin         |
| Greker       | Alexander den store  | Hippolyta          | Aten           |
| Indier       | Mahatma Gandhi       | Indira Gandhi      | Delhi          |
| Japaner      | Tokugawa Ieyasu      | Amaterasu          | Kyoto          |
| Mongoler     | Djingis Khan         | Byrte              | Karakorum      |
| Perser       | Xerxes I             | Scheherazade       | Persepolis     |
| Romare       | Julius Caesar        | Livia              | Rom            |
| Ryssar       | Vladimir Lenin       | Katarina den stora | Moskva         |
| Siouxer      | Sitting Bull         | Sacajawea          | Little Bighorn |
| Spanjorer    | Filip II             | Isabella           | Madrid         |
| Vikingar     | Knut den store       | Gunnhild           | Trondheim      |
| Zulu         | Shaka Zulu           | Shakala            | Zimbabwe       |

### Expansioner
Civilization II har fått många officiella expansionssatser, bland annat:
- Fantastic Worlds
- Multiplayer Gold Edition
- Test of Time

## Mottagande
Civilization II fick ett gott mottagande och har ett aggregerat betyg på 94 % på Metacritic.

### Fotnoter
1. ↑  IGN.com - Civilization II, game summary
2. 1 2  ”Sid Meier's Civilization II” (på engelska). Metacritic. https://www.metacritic.com/game/sid-meiers-civilization-ii/. Läst 7 september 2024.
3. ↑  ”Brian Reynolds Interview” (på engelska). IGN. 22 juni 2012. https://www.ign.com/articles/2000/02/12/brian-reynolds-interview-2. Läst 7 september 2024.